# Andrew Nembhard

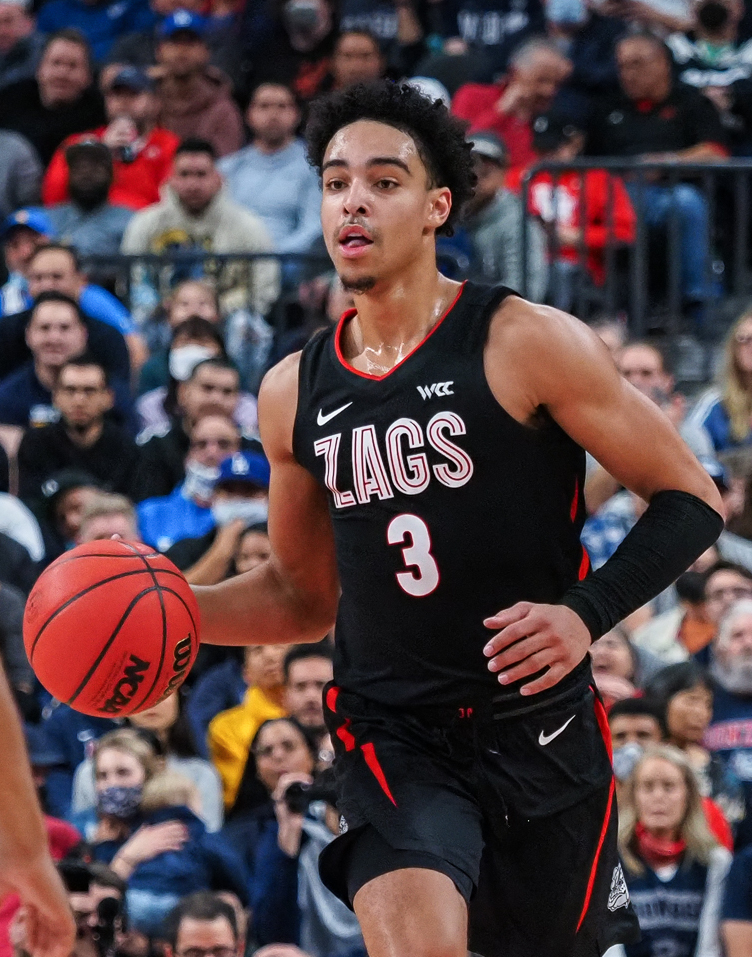
Andrew Nembhard, 2021.

Andrew William Nembhard, född 16 januari 2000 i Aurora i Ontario, är en kanadensisk professionell basketspelare (PG/SG) som spelar för Indiana Pacers i National Basketball Association (NBA).
Han draftades av Indiana Pacers i andra rundan i 2022 års draft som 31:a spelare totalt.
Innan Nembhard blev proffs studerade han först på University of Florida och spelade för deras idrottsförening Florida Gators. Nembhard blev senare överförd till Gonzaga University för spel i Gonzaga Bulldogs.